# Elmgreen & Dragset
Michael Elmgreen (nato nel 1961; Copenaghen, Danimarca) e Ingar Dragset (nato nel 1969; Trondheim, Norvegia) hanno lavorato come un duo dal 1995.

## Vita e lavoro
Gli artisti si sono conosciuti a Copenaghen nel 1995, quando Michael Elmgreen, nato nella città nel 1961, scriveva e recitava poesie e Ingar Dragset, nato in Norvegia nel 1969, studiava teatro. Hanno iniziato a lavorare insieme nel 1995, e per i primi 10 anni della loro collaborazione artistica, sono stati una coppia. Si sono trasferiti a Berlino nel 1997. Nel 2006, hanno comprato una vecchia stazione idraulica di circa 1000 m² nel quartiere di Neukölln che risale al 1924. e l’hanno convertita nel loro studio. Dopo essersi trasferito a Londra nel 2008 Elmgreen torna a vivere a Berlino nel 2015.
Dal 1997 gli artisti hanno presentato molte installazioni architettoniche e scultorie all'interno di una serie di opere intitolate ‘Powerless Structures’ (Strutture Impotenti), in cui hanno trasformato radicalmente le convenzioni degli spazi “white-cube”delle gallerie d'arte contemporanea, creando gallerie sospese dal soffitto, sprofondate nel terreno o capovolte.  Per la biennale di Istanbul del 2001, hanno costruito un modello in scala 1:1 di un tipico Museo Moderno in procinto di collassare tra le antiche rovine della città. Il loro lavoro inoltre è stato mostrato alle biennali di Berlino, Gwangju, Istanbul, Liverpool, Mosca, São Paulo e Singapore.
Ulteriori manifestazioni includono: la trasformazione, nel 2004, della Fondazione Bohen, a New York, in una stazione della metropolitana sulla 13ª strada; il loro progetto più famoso è Prada Marfa, una boutique di Prada inaugurata nel 2005 e situata nel deserto texano; la loro mostra ‘The Welfare Show’ tra il 2005 e il 2006 alla Serpentine Gallery di Londra / The Power Plant, Toronto / Bergen Kunsthall, Norvegia / BAWAG Foundation, Vienna, molto acclamata dalla critica..
Nel 2007, Elmgreen & Dragset hanno sviluppato Drama Queens un spettacolo teatrale per Skulptur Projekte Münster sulla storia dell'arte del novecento che impiegava sei versioni di sculture iconiche realizzate in fibra di vetro telecomandate.[10] Durante Frieze Art Fair nel 2008, all'Old Vic a Londra, hanno installato ‘Drama Queens’, questa volta ravvivata dalle voci di alcune star del palcosceni-co, tra cui Kevin Spacey.
Elmgreen & Dragset hanno vinto la competizione indetta dal governo tedesco nel 2003 per la rea-lizzazione del memoriale nel parco Tiergarten, in memoria delle vittime omosessuali della regime nazista; l'opera è stata svelata nel maggio 2008.

In occasione della 53ª edizione della Biennale di Venezia, nel 2009, hanno curato la mostra ‘The Collectors’  (I Collezionisti) nei vicini padiglioni danese e scandinavo (che includono Norvegia, Svezia e Danimarca), un'unione delle due sedi espositive internazionali senza precedenti. Per la loro mostra, hanno invitato gli artisti Maurizio Cattelan, Tom of Finland, Han & Him, Laura Horelli, William E. Jones, Terence Koh, Klara Lidén, Jonathan Monk, Nico Muhly, Norway Says, Nina Saunders e Wolfgang Tillmans, tra gli altri.
Nel 2011, la loro scultura ‘Powerless Structures’, Fig. 101 è stata scelta dalla ‘Fourth Plinth Commission’ per essere esposta sul quarto piedistallo di Trafalgar Square a Londra. La loro rappresenta-zione in bronzo di un ragazzo a cavalcioni di un cavallo a dondolo ha messo in discussione la tradizione dei monumenti di guerra per celebrare la vittoria o la sconfitta.
Nel 2013 hanno curato un vasto programma di arte pubblica a Monaco chiamato ‘A Space Called Public/Hoffentlich Öffentlich' (Uno spazio chiamato pubblico) e hanno trasformato le vecchie sale dei tessuti del ‘Victoria and Albert Museum’ nella grandiosa casa di un architetto immaginario di nome Norman Swann. Le loro serie di mostre ‘Biography’ (Biografia) ha avuto luogo tra il 2014 e il 2105 al ‘Astrup Fearnley Museet' di Oslo e la SMK – Statens Museum for Kunst (La Galleria Nazionale della Danimarca), a Copenaghen. Nel 2015 la loro mostra 
‘Aéroport Mille Plateaux’ ha trasformato il ‘PLATEAU Samsung Museum of Art’ a Seoul in un aeroporto ispirato dalle idee del filosofo Gilles Deleuze.
Per la mostre personale ‘The Well Fair’ nel 2016, il duo ha trasformato l'Ullens Center for Contemporary Art (UCCA) a Pechino in una fiera d'arte immaginario.

## Galleria d'immagini

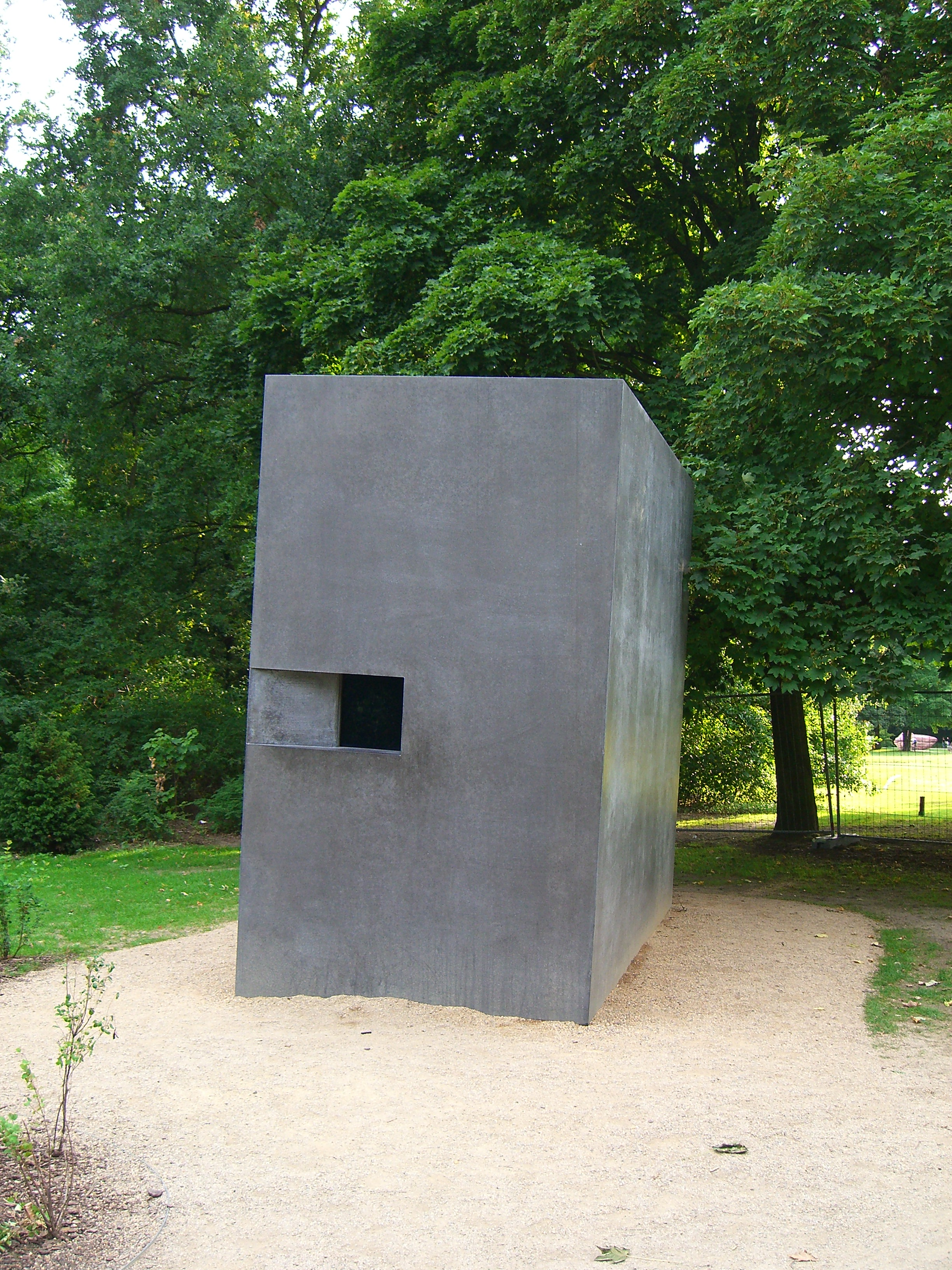
Memorial to Homosexuals persecuted under Nazism by Elmgreen and Dragset
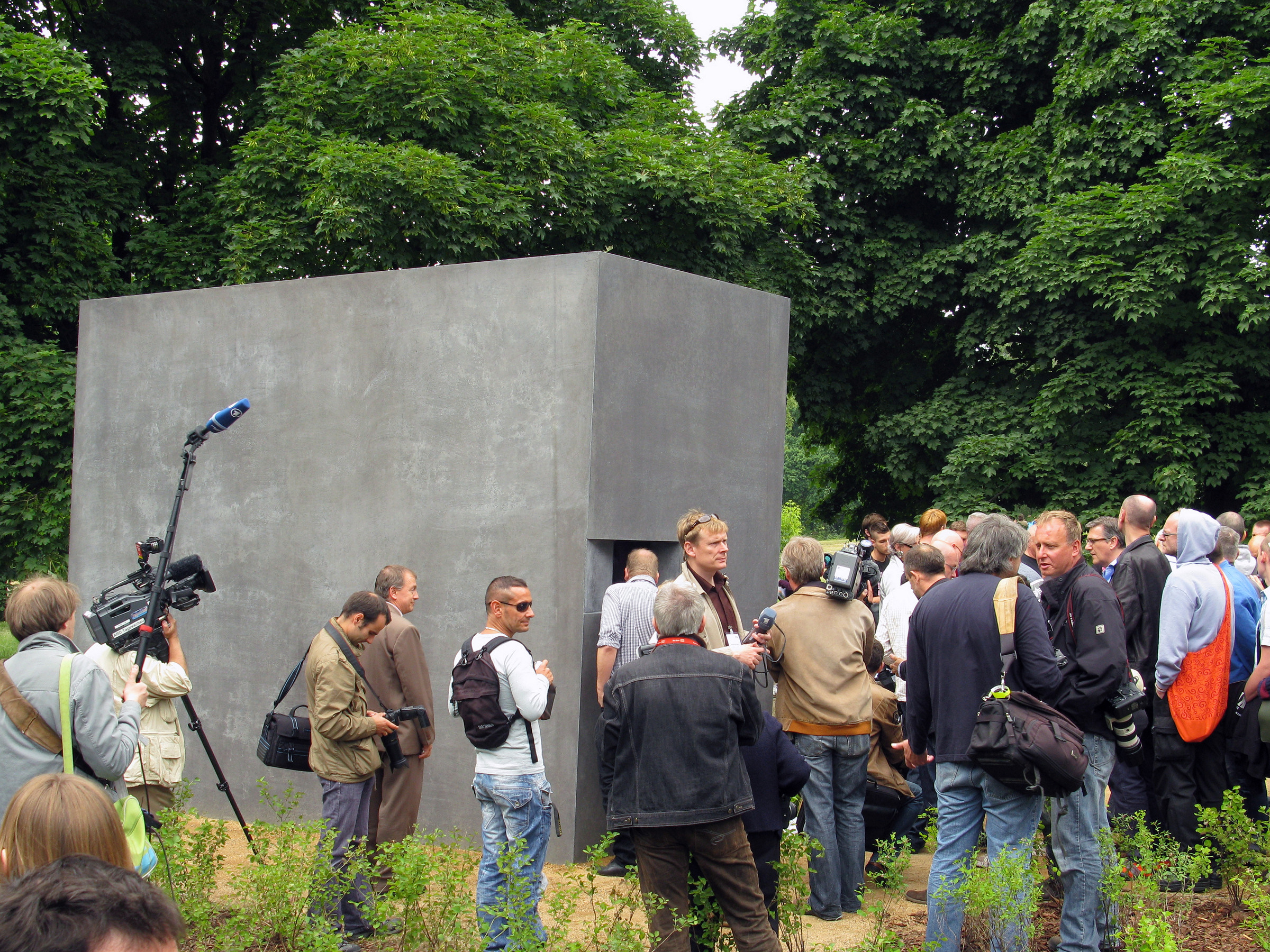
The unveiling of the memorial, 2008, 27 May
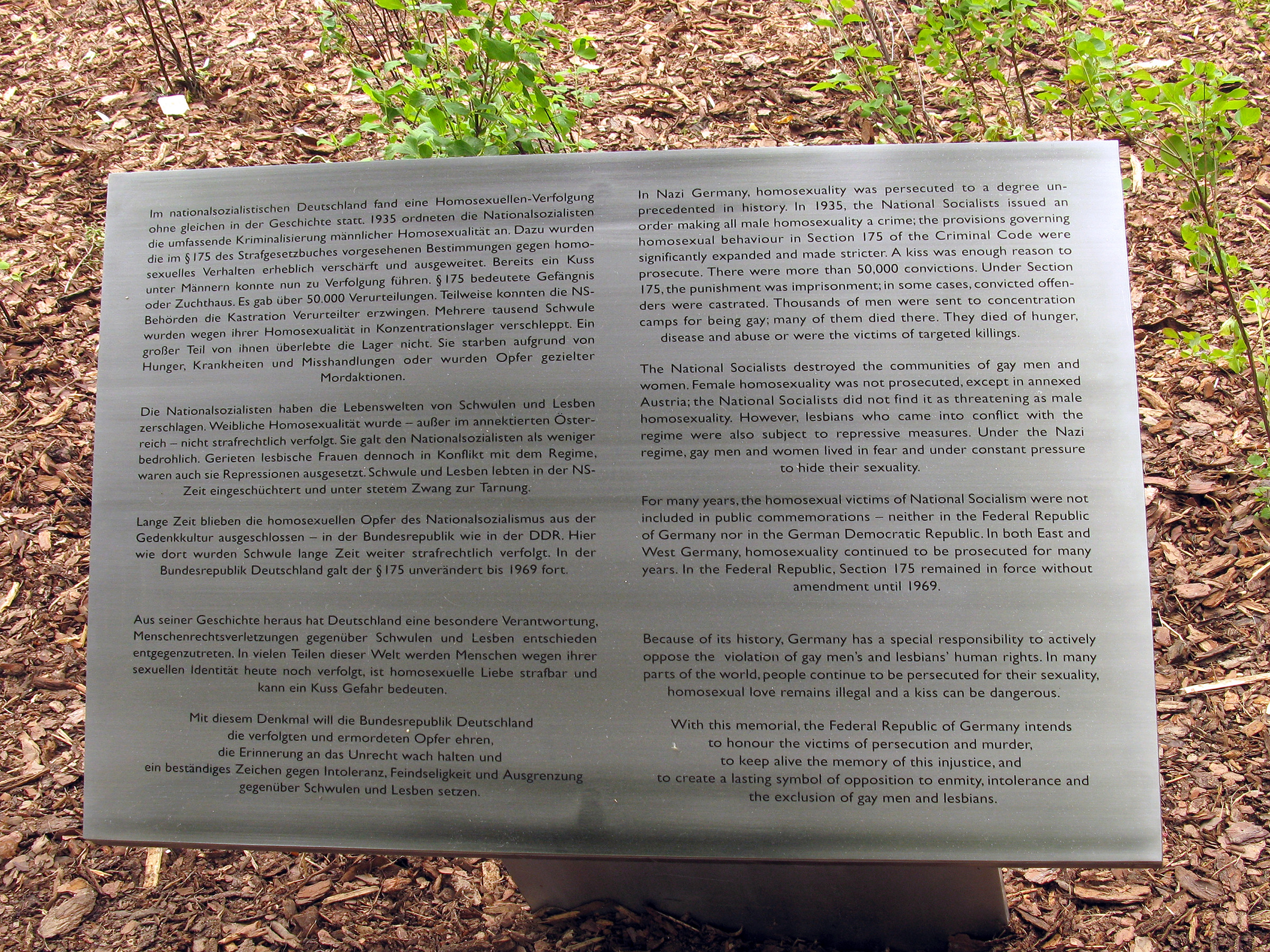
The signboard
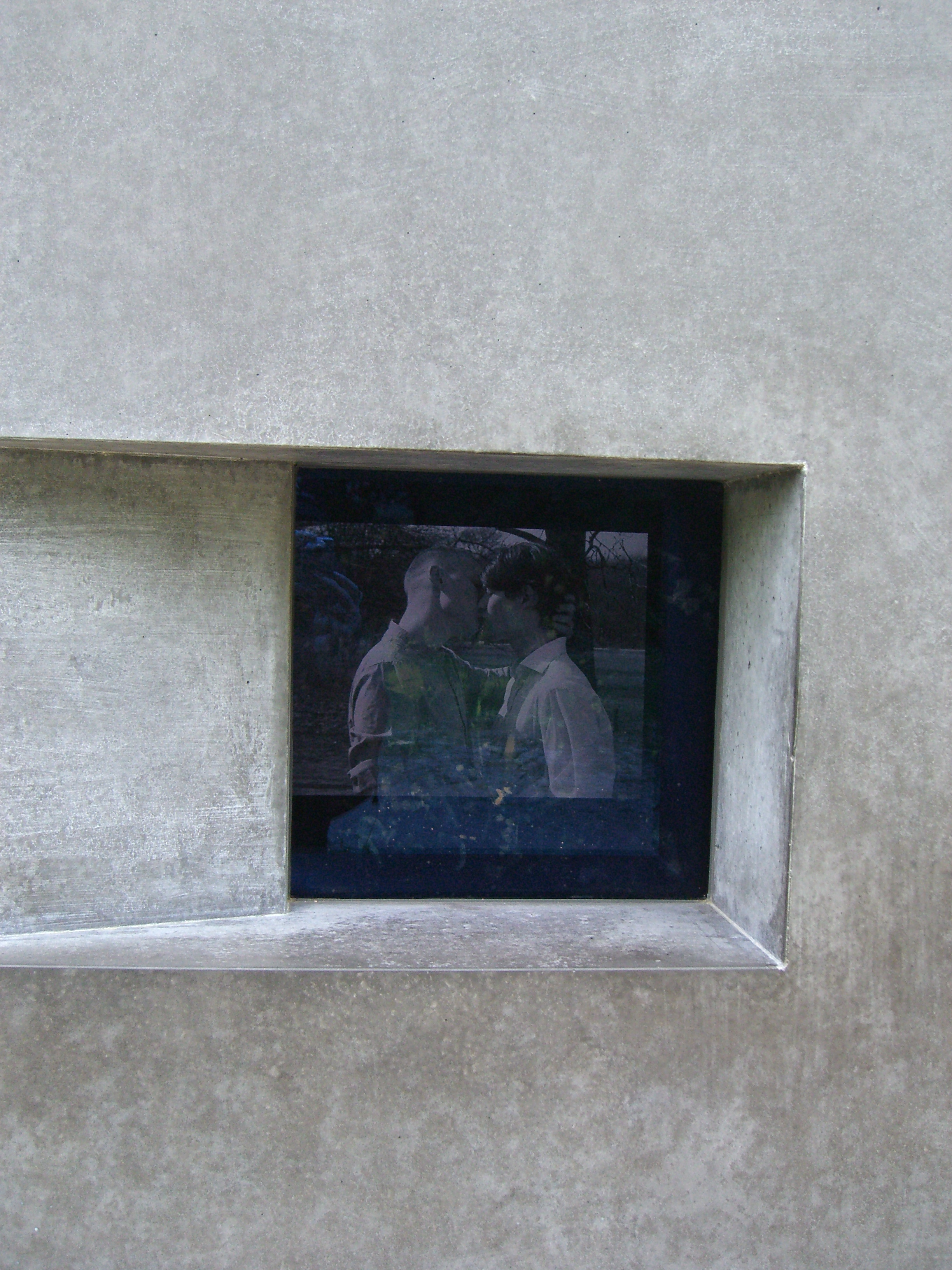
The video in the memorial